# Litargus unifasciatus
Litargus unifasciatus es una especie de coleóptero de la familia Mycetophagidae.

## Distribución geográfica
Habita en Japón.